# Cornificia (Tochter Mark Aurels)

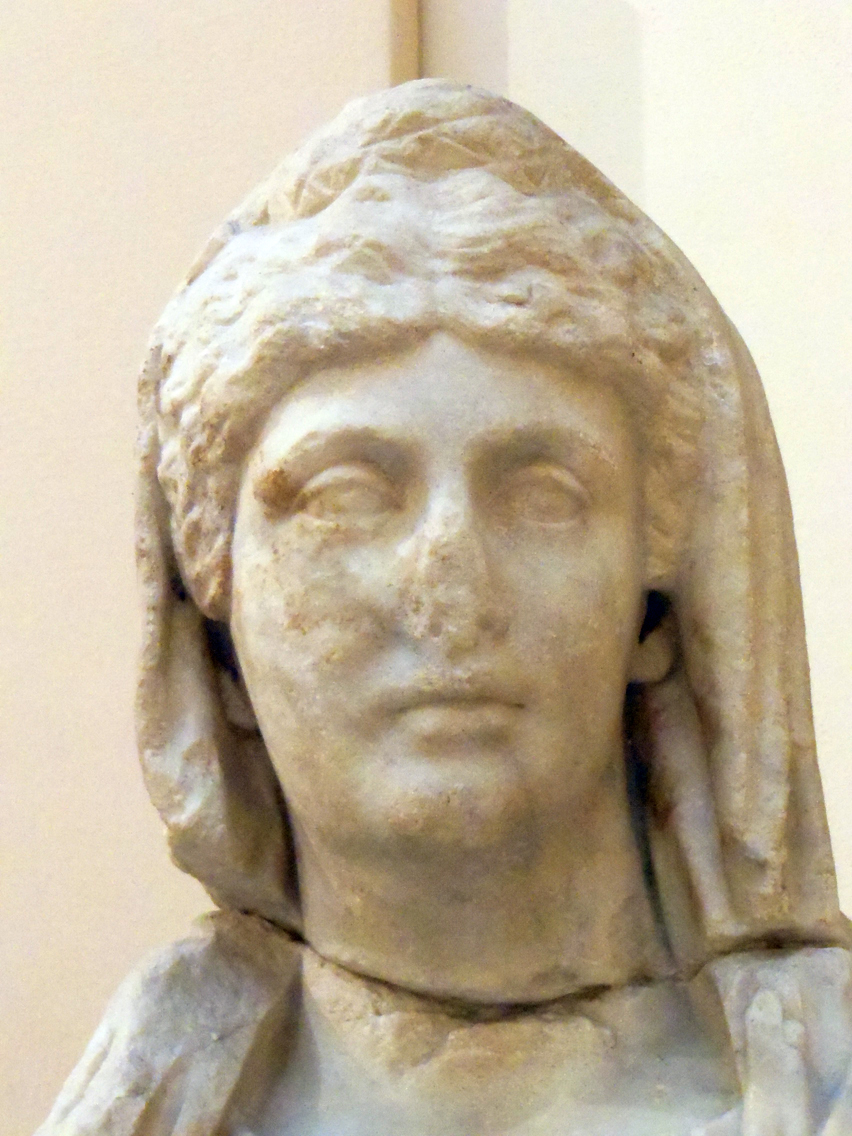
Marmorstatue Cornificias in Ostia Antica

Cornificia (vollständiger Name wohl Annia Aurelia Cornificia (Faustina?); * 160; † nach Dezember 211) war eine der Töchter des römischen Kaisers Mark Aurel und seiner Gemahlin Faustina. Sie wurde nach ihrer Tante Annia Cornificia Faustina, der bereits verstorbenen jüngeren Schwester ihres Vaters, benannt. Cornificia heiratete in erster Ehe den Senator Marcus Petronius Sura Mamertinus, der im Jahr 182 ordentlicher Konsul war und im Zeitraum 190–192 auf Befehl von Cornificias Bruder, des Kaisers Commodus, hingerichtet wurde. Unter Kaiser Septimius Severus heiratete sie in zweiter Ehe den Ritter Lucius Didius Marinus. Sie wurde Opfer der Terrorpolitik Caracallas, nachdem sie es gewagt hatte, den gewaltsamen Tod von dessen Bruder Geta öffentlich zu beweinen.